# Mécanisme de coexistence
 (décembre 2018).
La coexistence des espèces est un des principes majeurs assurant le maintien d'une forte diversité, pouvant être stable ou instable.
Selon cette théorie, les espèces au sein d'une communauté peuvent exister dans un même environnement écologique sans qu'il n'y ait d'exclusion compétitive.

## Généralités
Le principe d'exclusion compétitive (ou principe de Gause) est défini ainsi : pour un ensemble de conditions et de ressources données, à l'équilibre (soit à l'issue d'une compétition), une seule espèce survit et celle-ci reste la même s'il n'y a pas de changement des conditions. D'après ce principe, deux populations ne peuvent subsister dans la même niche écologique. Cependant, en 1960, Hutchinson met en évidence que dans ce cas il ne devrait donc exister que peu d'espèces, alors qu'en réalité il existe une forte diversité dans la nature et de nombreuses espèces coexistent. Il émet le Paradoxe du plancton en se demandant comment autant d'organismes peuvent survivre dans un même milieu homogène, sans entrer en compétition. La réponse à ce paradoxe est que cette homogénéité n'existe pas à l'échelle microscopique de ces organismes. Leurs environnements ne mesurent en réalité que quelques micromètres. Cependant, ce n'est pas le cas pour les espèces de plus grande envergure, il doit donc exister des mécanismes permettant cette coexistence. Celle-ci fonctionne selon différents types de mécanismes, des mécanismes dits égalisateurs (equalizing) caractérisé par une réduction de la fitness moyenne entre espèces et d'autres dit stabilisateurs (stabilizing) caractérisés par une augmentation de la différenciation des niches écologiques. La différence de fitness entre espèces entraîne normalement l'exclusion des autres espèces par la meilleure au sein de sa niche écologique (effet du principe de Gause), celle-ci s'oppose aux mécanismes de stabilités qui maintiennent une diversité via la différenciation de niche écologique. L'équilibre entre ces deux forces opposées permettrait donc la coexistence.
Pour la plupart des espèces coexistantes, la croissance de leur population est densité dépendante négative (effet de compétition), c'est-à-dire qu'il y a une croissance de la population lorsque le nombre d'individus est faible (ce qui rend peu probable une extinction locale). Lorsque la population décroît, les individus de cette population entrent de plus en plus en compétition avec les individus d'autres espèces. À l'inverse, lors de sa croissance, on observe une réduction de la compétition interspécifique par rapport à la compétition intraspécifique, ce qui permet la coexistence. On parle alors de coexistence stable, les espèces peuvent se remettre d'une faible densité sur le long terme. À l'inverse, une coexistence instable signifie qu'il n'y a pas de tendance au rétablissement et que les espèces ne sont pas maintenues dans le système sur de longues périodes.

## Exemples de mécanismes de coexistence
Il existe un très grand nombre de mécanismes de coexistence, seulement certains d'entre eux sont décrits ci-dessous.

### Deux grands types de mécanismes
Deux mécanismes différents peuvent permettre cette coexistence : une réduction de la différence de fitness moyenne entre espèces (mécanisme égalisateur) ou une augmentation de la compétition intraspécifique par rapport à la compétition interspécifique (mécanisme stabilisateur).

#### Mécanismes égalisateurs
Les mécanismes égalisateurs ont été décrits comme des forces neutres. Les mécanismes d'égalisation réduisent les inégalités entre les fitness des espèces, ce qui va contribuer à la stabilité de la coexistence lorsqu'il n'y a pas différenciation de niches. Les espèces obtiennent donc des fitness plus semblables. Cependant cela pourrait réduire ou supprimer les effets des mécanismes de stabilisation.
Quantifier la coexistence
{\displaystyle r_{i}=b_{i}(k_{i}-k+A)}
où
- ri : Représente la force du mécanisme
- bi : Nombre d'individus de l'espèce i
- k : Fitness
- (k - ki) : Montre comment l'espèce invasive i est adaptée à l'environnement
- A influence

(k -ki) définit de deux manières la force du mécanisme créé :
- c'est le maximum de désavantage (k-ki) que peut avoir une espèce sur sa fitness moyenne et dans un système persistant, plus la valeur de A est grande, plus la tolérance est large pour l'espèce la plus faible ;
- mesure de combien le mécanisme augmente le taux de récupération de chaque espèce.

Dans le modèle égalisateur, on peut voir que le A qui définit le mécanisme utilisé, peut être plus faible mais les espèces peuvent malgré tout coexister. Cependant un mécanisme qui a seulement des propriétés égalisatrices ne peut pas stabiliser la coexistence tout seul. Il faut que A soit positif pour que le mécanisme soit stable. La différence de fitness modifie les composantes de l'équation et tend à dominer les effets égalisateurs. De même, en conjonction avec les autres mécanismes, la non-linéarité des mécanismes peut potentiellement avoir un important rôle égaliseur, aidant ainsi la stabilité de coexistence de nombreuses espèces.

#### Mécanismes stabilisateurs
Pour qu'il y ait coexistence d'espèces, il faut que les mécanismes de stabilisation surpassent les différences de fitness entre espèces (Chesson, 2000). Ces mécanismes provoquent une augmentation du taux de croissance à faible densité de toutes les espèces.
Dans ce mécanisme, la coexistence est favorisée par une concentration de la compétition intraspécifique en dépit de la compétition interspécifique.
Stabilisation
Le processus majeur permettant le mécanisme de stabilisation est la différenciation des niches écologiques. Celle-ci induit une sélection naturelle qui amène des espèces concurrentes à utiliser un même environnement différemment. On observe dans ce cas un déplacement de niche pour chacune. Ce principe s'oppose à l'idée d'exclusion compétitive ou l'une des espèces conduit l'autre à l'extinction. D'après l'équation de Lotka-Volterra, la différenciation de niches conduit à la coexistence car avec ce mécanisme la compétition intraspécifique est supérieure à l'interspécifique.
Dans son étude, MacArthur (1958) a montré la coexistence de plusieurs espèces de Parulines sur un même espace. Les cinq espèces de Parulines fréquentent chacune le haut des conifères. Les cinq espèces occupent donc la même niche mais différemment. Certaines Parulines se nourrissent aux extrémités des branches, d'autres dans les parties intérieures ou encore sur l'écorce et le lichen des branches. Les zones d'alimentation diffèrent mais également l'utilisation pour la reproduction avec des périodes un peu différentes. Ces Parulines passent donc d'une niche identique à des niches différentes par la différenciation de celle-ci.

##### Les mécanismes indépendants des fluctuations
Pour ces mécanismes  les fluctuations environnementales ne vont pas modifier les conditions de coexistence des espèces.

##### Le cloisonnement des ressources
Le cloisonnement des ressources provoque une réduction de la compétition interspécifique pour les ressources car les espèces qui utilisaient une niche semblable se mettent à utiliser des ressources différentes et différencient donc leurs niches,. Nous pouvons mettre en évidence une similarité limitante, qui correspond au degré maximum de similarité possible dans l'utilisation des ressources, elle permet la coexistence d'un groupe d'espèces. Dans ce cas, il est possible d'obtenir un état de coexistence stable quand le nombre d'espèces est plus grand que le nombre de ressources et quand le principe de Gause n'est pas appliqué.
Ci-dessous sont présentés des modèles qui ne prennent en compte que les interactions de compétition ne dépendant que de la capacité individuelle des membres à absorber et à convertir les ressources.

###### Modèle égal
Dans ce modèle égal, il y a une distribution continue et constante de nourriture, tandis que les déchets et les ressources inutilisées sont évacuées. Un équilibre est obtenu quand la concentration de ressources atteint une valeur constante.
Dans un exemple avec deux ou plusieurs d'espèces de bactéries pour une ressource unique sans mortalité :
Exemple d'équation de la croissance de la population sous le modèle égal
d/dt(Vri)=ρ(c-r)-ni Øi(r)
avec :
- ρ = w/V où V est le volume définie et w le flux d'entrée et de sortie ;
- Øi(r) = fonction de l'augmentation monotone de la concentration des ressources ;
- c = concentration de ressources ajoutés dans l'exemple ;
- rj et ni = concentration de j ressources et i espèces à temps t.

Dans ce modèle, on ne peut pas atteindre un équilibre quand le nombre d'espèces est plus grand que le nombre de ressources, dans ces conditions on obtient un résultat conforme aux mécanismes de compétition.

###### Modèle saisonnier
Dans ce modèle les ressources sont données de manière périodique, cependant les ressources sont limitées et finissent par s'épuiser. Une majeure partie de la population meurt jusqu'à l'arrivée des nouvelles ressources, qui permettent de continuer le cycle avec les espèces/individus restant. On obtient un équilibre stable lorsque la compétition intraspécifique est plus forte que celle entre espèces. Les individus de la même espèce essayent d'utiliser les mêmes ressources de la même manière et au même moment. Ce modèle saisonnier possède donc une forme stable quand 2 espèces ou plus partagent une seule et même ressource.
Il peut donc y avoir un équilibre stable quand deux espèces partagent une seule et même ressource, ce qui invalide le principe de Gause, qui spécifie que le nombre d'espèces doit être inférieur au nombre de ressources disponibles.

##### Cloisonnement des prédateurs
Les prédateurs peuvent aider au maintien de la diversité s'ils deviennent des spécialistes d'une espèce de proie, ou s'ils ont un impact différent sur chaque espèce qu'ils chassent. Dans ces cas là, la densité de chaque espèce de proie est réduite, ce qui diminue la compétition pour les ressources. L'hypothèse Janzen–Connell est un type de cloisonnement des prédateurs, elle explique le maintien de la diversité des arbres dans les forêts tropicales. Des pathogènes ou des herbivores hôtes-spécifiques vont réduire autour d'un arbre le taux de survie des graines et des juvéniles de la même espèce. Cela empêche l'existence d'une densité monospécifique importante. Des études plus récentes ont montré que ce mécanisme existe aussi dans les forêts tempérées, mais qu'un niveau de précipitation plus élevé est lié à un impact plus grand sur la densité spécifique selon la distance. De plus, le taux de survie des juvéniles est plus fortement réduit que celui des graines, qui sont moins affectées par les pathogènes de type insectes ou bactéries.

##### Prédation fréquence dépendante
La prédation est capable de maintenir la coexistence parmi un ensemble d'espèces proies en compétition. Cette interaction a été suggérée comme un facteur majeur déterminant la structure de certaines communautés. En effet, un prédateur peut augmenter la persistance d'une espèce A en s'attaquant à une espèce B plus compétitrice que A, diminuant ainsi la compétition interspécifique entre ces deux proies. Sans prédateur, l'espèce A aurait été envahie par l'espèce B, mais en présence du prédateur on peut observer une coexistence des 3 espèces.
Finalement, les prédateurs peuvent favoriser la coexistence en faisant de la sélection fréquence-dépendante, c'est-à-dire en chassant préférentiellement les proies les plus abondantes. En effet, on observe une augmentation du risque d'être chassé pour une espèce proie (inversement proportionnel au temps de recherche du prédateur) avec l'augmentation de la densité de cette espèce. Si une espèce est présente en forte densité dans un environnement donné alors elle va monopoliser le temps de chasse des prédateurs et permettre aux autres espèces de devenir plus abondante. Lorsque deux espèces sont très visibles, la sélection fréquence dépendante va être nulle, c'est-à-dire qu'elles seront chassées avec la même intensité .

###### Équation du risque de capture des proies en fonction de la densité
Fi=riXi⁄(∑_(j=1)^n rjXj)
- Fi : Fréquence de chaque proie dans l'alimentation du prédateur
- ri : Susceptibilité d'être prédaté
- Xi : Densité relative des proies (par rapport aux autres espèces de proies)
- n : Nombre de proies disponibles

##### Les mécanismes dépendants des fluctuations / variations
Ces mécanismes sont basés sur les variations temporelles de l'environnement telles que la disponibilité des ressources ou la densité de population.

###### Effet de stockage
L'effet de stockage correspond à l'interaction entre le recrutement et la survie plus ou moins variable des individus adultes au sein d’un environnement changeant. Ce mécanisme peut conduire à la coexistence de deux espèces en compétition pour l’espace du moment que les générations se chevauchent et que les variations dans le recrutement soient suffisamment importantes. Il est capable de maintenir à lui seul la coexistence des espèces et apporte une contribution positive à la persistance des espèces dans presque toutes les communautés (Warner, 1985). Il mène donc à une concentration des effets intraspécifiques sur la croissance démographique grâce à trois caractéristiques : 
La croissance tamponnée de la population
On considère que l’utilisation des ressources dans le temps varie selon les espèces qui vont limiter leur croissance (réduction de l’effort de reproduction) en conditions défavorables par des traits biologiques en augmentant leur taux de survie dans le but d’augmenter le succès reproducteur et le taux de croissance lors de conditions favorables. L’hibernation ou les phases de dormances sont des effets de stockage et peuvent être provoquées par des périodes de pluies ponctuelles dans des déserts arides par exemple. Cette croissance limitée de la population signifie que la capacité de réagir à des conditions favorables l'emporte sur les difficultés que présentent des conditions à des moments et à des endroits différents. Cela permet de diminuer les effets de la compétition interspécifique lorsque les espèces ne sont pas dans un environnement favorable. Enfin, elle est associée à des taux de croissance sous-additifs provoqués par le changement à la fois de l’environnement et de la compétition.
Les réponses différentielles des espèces à l'environnement
À la suite des variations saisonnières, stochastiques ou météorologiques de l’environnement, les réponses des espèces varient selon les fitness relatives dans l’espace et la dispersion dans les différents habitats, modifiant ainsi la compétition.
La covariance entre l'environnement et la compétition
Elle dépend de la densité des espèces et correspond au calcul de la covariance entre la réponse environnementale (effet de l’environnement sur le taux de croissance par individu d’une population) et la réponse compétitive (effet de la compétition intraspécifique et interspécifique sur ce même taux de croissance).
On observe une covariance positive entre l’environnement et la compétition lorsqu’une espèce est dans un environnement favorable, en forte densité subissant ainsi une compétition intraspécifique importante et permettant une coexistence régionale par l’effet de stockage spatial. À l’inverse, la compétition interspécifique sera plus forte si les espèces concurrentes de l’espèce concernée sont favorisées par l’environnement. De plus, la covariance entre l’environnement et la compétition sera faible dans le cas ou les variations spatiales deviennent spatio-temporelles : c’est-à-dire que les différents habitats varient constamment au cours du temps ce qui ne permet pas à des espèces d'augmenter en densité dans un une zone favorable.
La covariance permet de déterminer si la coexistence peut être favorisée par une variation spatiale et environnementale .
Selon Hutchinson, la variabilité environnementale peut amener à la coexistence en maintenant l'abondance des espèces à l'écart des équilibres dans lesquels une espèce est éteinte. En général, plus la variabilité environnementale est élevée plus la coexistence est probable.
La covariance fitness-densité
Lorsque la répartition des espèces est non uniforme dans le paysage, c'est-à-dire qu'elles sont présentes dans des zones différentes, il y a coexistence.
En effet, quand des espèces sont physiquement séparées d'autres espèces, il y a peu de compétition interspécifique et seulement une compétition intraspécifique, il y a donc un avantage à devenir rare puisque cela affecte la compétition. De plus, les espèces rares ont plus de chance de se retrouver dans leur niche écologique lorsque leur densité est faible.
Plus une espèce sera rare, moins elle subira la pression de la compétition interspécifique et donc plus elle aura de chance d'obtenir un habitat favorable .

###### La compétitionnon linéairerelative
Ce mécanisme se base sur les différences d’efficacité d’une espèce à exploiter une ressource combinée aux variations temporelles de l’abondance des ressources. En effet, le taux de croissance d’une espèce peut être représenté comme une fonction dépendant de facteurs limitants, dit aussi de compétition. Si les espèces ont une réponse non linéaire différenciée à la fluctuation de facteurs limitants dans le temps ou l’espace, cela peut créer une situation de coexistence.
Par exemple, si une espèce croît lorsque les ressources sont abondantes et l’autre inversement quand les ressources sont rares, c’est-à-dire qu’ils possèdent des temps d’exploitation des ressources différents, l’une des espèces sera limité par le temps lorsque les ressources seront trop abondantes.
Il y aura coexistence si la variation dans le niveau de ressources générée par une espèce favorise l’autre. En d’autres termes, l’espèce avantagée par les fluctuations du facteur limitant doit tendre à diminuer ces fluctuations, avantageant ainsi l’autre espèce.
Si l’on prend un seul facteur limitant :
ri(t) = Ei(t)−φi(F)
- Ei(t) =   taux maximum de croissance par individu, en fonction des fluctuations de l’environnement,
- F :  facteur limitant
- φi(F) = corrélation entre le taux de croissance et le facteur limitant (dépendance du taux de croissance au facteur limitant).

La non-linéarité de la fonction φi est mesurée par une quantité τ (égale à 0 pour une réponse fonctionnelle de type 1 et positif pour une réponse fonctionnelle de type 2).
- ri(t) = Ei(t)−φi(F)ri ≈ bi(ki −ks)−bi(τi −τs)V(F−i)
- τi −τs = différence de non-linéarité
- ki −ks = différence de fitness en l’absence de variations.
- V(F−i) = variance du facteur limitant pour l’espèce envahissante (i) et l’espèce résidente (s).

Ce mécanisme est à la fois égalisant et stabilisant, cela peut être visualisable avec cette équation :
ri ≈ {b i(k i−k s)−b i(τi −τs)B}+b i|τ i−τ s|A.
Le terme entre parenthèses sera positif pour une espèce et négatif pour l’autre, c’est donc la partie égalisatrice. |τ i−τ s| sera positif, donc stabilisant. Si l’espèce au τ le plus grand possède aussi la variance (V(F−i)) la plus grande, il y aura un effet déstabilisant et exclusion compétitive, on remplace alors A par -A.

## Exemples de modèle illustrant des situations de coexistence

### Exemple du modèle Lotka-Volterra
Le modèle Lotka-Volterra a été publié en 1926 et permet d'étudier l'évolution dans le temps de deux populations, celle des proies que l'on notera N et celle des prédateurs P.
- dynamique de la proie : dN / dt  = rN − αNP
- dynamique du prédateur : dP / dt = βNP − bP

avec
- N : Nombre de proie
- P : Nombre de prédateurs
- r : Taux de natalité des proies
- α : Coefficient d'interaction proies / prédateurs
- β : Taux de mortalité des prédateurs = g.α  (avec g : taux de conversion du nombre de proies mangées en nombre de nouveaux prédateurs produits)
- rN : Croissance malthusienne en absence de prédateur
- α NP : Interaction proie prédateur
- β NP : Interaction proie prédateur
- bP : Décroissance exponentielle du prédateur

#### Équations de compétition de Lokta-Volterra
dN1/dt = r1N1 (1 - (N1+ α12 . N2) / K1)
dN2/dt = r2N2 (1 - (N2+ α21 . N1) / K2)
avec K : Capacité de charge
Une fois résolues, les équations de Lotka-Volterra nous indiquent les conditions nécessaires pour qu’il y ait coexistence stables des deux espèces :
- α11 (= K2 / K1)   >  α12
- α22 (= K1 / K2)   >  α21

Pour qu'il y ait coexistence il faut donc bien que la compétition intraspécifique soit plus importante que la compétition interspécifique

### Exemple du modèle de Lewins (1969)
En 1994, Tilman décrit un modèle expliquant la coexistence de plusieurs espèces dans des habitats fragmentés au sein d'une métacommunauté. Il met en évidence un trade-off entre la compétition et la colonisation, c'est-à-dire qu'une espèce très compétitive ne sera pas une bonne colonisatrice.

#### Modèle de Lewins
dp/dt = patch gagnés - patch perdus
dp/dt = cp(1-p) - ep
avec : 
- c : taux de colonisation ;
- e : taux d'extinction ;
- p : proportion de patchs occupé.

Prenons l'exemple de deux espèces 1 et 2. Considérons que l'espèce 1 soit plus compétitive que l'espèce 2 (pour tout patch considéré). Il y a donc application du principe de Gause sur un patch donné. Plusieurs autres hypothèses sont émises, il y a un nombre de patchs infini (vides et occupés), ils sont tous identiques; les mouvements sont possibles de n'importe quel patch à n'importe quel autre patch, les taux de colonisation est fixes dans le temps et des perturbations peuvent mener à une extinction locale à un taux fixe.
{\displaystyle dp1/dt=c1p1(1-p1)-e1p1}
{\displaystyle dp2/dt=c2p2(1-p1-p2)-c1p1p2-e2p2}
Ces équations du modèle de Lewins, une fois résolues, indiquent que pour que l'espèce 2 puisse survivre (soit qu'elle coexiste avec l'espèce 1), il faut que lorsque la proportion de patch occupé par l'espèce 2 (p2) est proche de 0, dp2/dt > 0 soit que c2  > ((e2-e1+c1)/e1)c1.
Nous pouvons donc dire qu'il faut que l'espèce 2 disperse bien si on veut avoir coexistence. La dispersion facilite le maintien de la diversité. Grâce à ce modèle, nous comprenons que le trade-off entre la compétition est la colonisation est nécessaire pour qu'il y ait coexistence d'espèces. Dans le modèle qu'explicite Tilman en 1994, il prend également en compte la destruction de l'habitat (D) et met en évidence le fait que la destruction de l'habitat est une des causes majeures de la disparition d'espèces et peut donc mettre fin à la coexistence.

### Exemple du Modèle neutre (MacArthuretWilson, 1967)
Pour définir un modèle neutre, on utilise des relations simples pour décrire la répartition des espèces. Toutes les espèces sont dites généralistes et peuvent coexister entre elles. On pose dans un premier temps l'hypothèse que tous les individus sont équivalents, on oublie toutes les interactions (Ex : compétition). Chaque individu a le même taux de mortalité, le même taux de reproduction, les mêmes besoins et la même durée de vie. C'est ce que l'on appelle l'équivalence fonctionnelle des espèces. Partant du principe qu'il n'y a aucune différence entre individus, ni de compétition entre eux, chaque individu est susceptible de devenir le parent d'un nouvel individu dans une communauté, c'est le hasard qui régit cela. La dynamique des populations est régie par le hasard. On ajoute ensuite au fur et à mesure des règles, que l'on peut considérer comme des restrictions, jusqu'à décrire au mieux le patron que l'on observe et on obtient donc une modélisation de leurs dynamiques. En raison du caractère irréaliste de l'équivalence des espèces et de cette simplification radicale du monde naturel avec son absence de processus, les écologues n'ont pas toujours bien accueilli cette théorie. Cependant, grâce à la parcimonie du modèle il est possible de déduire les influences de processus écologiques et évolutifs complexes. Ces prédictions se sont avérées cohérentes avec les patrons observés dans certains écosystèmes, suggérant que la théorie pouvait avoir une valeur explicative dans ces situations.

#### Théorie de Hubbell (2001)
Le modèle neutre d'Hubbell part du principe que les facteurs aléatoires suffisent à expliquer les règles d'assemblages, soit la spéciation, la migration et l'extinction. Ces règles d'assemblages sont phylogéographiques et ne vont concerner qu'un niveau régional.
Les communautés locales sont donc baignées dans une communauté régionale avec un nombre d'individus N supposé fixe et un taux d'immigration fixe. Cette immigration va introduire de nouvelles espèces mais le taux de richesse des espèces restera identique. Cela permet donc d'observer une distribution des ressources en richesse des espèces. La diversité d'une communauté est essentiellement due à l'équilibre entre extinctions locales et immigration.